# Licht und Schatten (Polka)
Licht und Schatten ist eine Polka-Mazur von Johann Strauss Sohn (op. 374). Das Werk wurde Mitte Oktober 1875 erstmals aufgeführt.

## Einzelnachweis
1. ↑  Quelle: Englische Version des Booklets (Seite 68) in der 52 CDs umfassenden Gesamtausgabe der Orchesterwerke von Johann Strauß (Sohn), Hrsg. Naxos (Label). Das Werk ist als zehnter Titel auf der 24. CD zu hören.